# José E. Colón
José E. Colón war ein puerto-ricanischer Politiker und im Jahr 1939 für kurze Zeit kommissarischer Gouverneur von Puerto Rico.
José Colón übte das Amt des Gouverneurs zwischen dem 25. Juni 1939 und dem 11. September desselben Jahres aus. Er war Nachfolger des von US-Präsident Franklin D. Roosevelt wegen Amtsmissbrauchs und anderer Vergehen (siehe Massaker von Ponce) entlassenen Gouverneurs Blanton Winship. Auf Colón folgte William Daniel Leahy.